# Dvignjena zavesa
Dvignjena zavesa je bila specializirana radijska oddaja za gledališka vprašanja. Prinašala je esejistična razmišljanja iz zgodovine gledališča na Slovenskem, vključno s predstavitvami osebnosti režiserjev in režiserk, igralcev in igralk, gledališke teorije, dramaturgije, radijske igre, dramatike, razvojnih trendov, vključuje pa tudi posebej pripravljene študije antologijskih oziroma prelomnih gledaliških predstav ter gledaliških ustvarjalcev iz preteklosti ter sedanjosti. 
Poudarjeno je bilo sodelovanje s specializiranimi strokovnjaki iz AGRFT, Slovenskega gledališkega muzeja (SLOGI) in SAZU.
Oddajo je konceptualno že leta 1974 zasnoval Vladimir Kocjančič, njegovo delo pa nadaljeval Alen Jelen. Oddaja je bila ukinjena z reorganizacijo programov na Radiu Slovenija in novo programsko shemo na 3.programu. 
Oddaja je bila na sporedu vsak ponedeljek ob 19.30 na 3. programu Radia Slovenija - program ARS

### Sorodni članki
- Seznam slovenskih radijskih postaj
- RTV Slovenija